# Bill Cosby Is a Very Funny Fellow... Right!
Bill Cosby Is a Very Funny Fellow... Right! è l'album di debutto del comico statunitense Bill Cosby pubblicato nel 1963 e registrato al Greenwich Village. Il disco è costituito dalla registrazione dei monologhi comici dell'attore.

## Tracce
Lato A
1. A Nut in Every Car – 3:15
2. Toss of the Coin – 2:08
3. Little Tiny Hairs – 1:45
4. Noah: Right! – 3:35
5. Noah: and the Neighbor – 1:15
6. Noah: Me and You, Lord – 3:01

Lato B
1. Superman – 1:03
2. Hoof and Mouth – 1:45
3. Greasy Kid Stuff – 3:07
4. The Difference Between Men and Women – 2:14
5. Pep Talk – 1:45
6. Karate – 5:10